# Polina Stručkova
Polina Vladimirovna Stručkova (in russo Полина Владимировна Стручкова?; Mosca, 10 giugno 1983) è una pentatleta russa.

## Palmarès
In carriera ha conseguito i seguenti risultati:
- Mondiali:

Città del Guatemala 2006: bronzo nel pentathlon moderno staffetta a squadre.
- Europei

Budapest 2006: bronzo nel pentathlon moderno staffetta a squadre.
Riga 2007: argento nel pentathlon moderno staffetta a squadre.
Mosca 2008: bronzo nel pentathlon moderno staffetta a squadre ed a squadre.
Lipsia 2009: argento nel pentathlon moderno a squadre e staffetta a squadre.